# Дамбасурэнгийн Батсурэн
Дамбасурэ́нгийн Батсурэ́н (монг. Дамбасүрэнгийн Батсүрэн; род. 22 января 2004, Улан-Батор) — монгольский шахматист, гроссмейстер (2020). Чемпион Монголии (2022), чемпион мира до 14 лет (2017).
В составе сборной Монголии — участник 44-й олимпиады в Ченнаи на 1-й доске (+5-3=1).

## Карьера
Звание гроссмейстера получил в октябре 2020 года в возрасте 16 лет и 9 месяцев.
Получил возможность участвовать в Кубке мира 2021, выиграв отборочный турнир в Монголии.